# Pongo pygmaeus wurmbii
O Pongo pygmaeus wurmbii ou orangotango-do-bornéu-meridional é uma das três subespécies do Orangotango-de-bornéu. Podem ser encontradas populações nas províncias indonésias de Kalimantan Ocidental e Kalimantan Central.

## Características físicas

### Albinismo
- Alba, a única orangotango albina do Mundo. Vive na Província de Calimantã Central, Indonésia.